# Der Prozess des Hans Litten
Der Prozess des Hans Litten (engl. org. Taken at Midnight) ist ein Theaterstück von Mark Hayhurst aus dem Jahr 2014. Es handelt vom Leben des Rechtsanwaltes Hans Litten, sein Kreuzverhör von Adolf Hitler in einem Prozess im Jahr 1931 und die Versuche seiner Mutter, seine Freilassung nach seiner Verhaftung durch die Nationalsozialisten im Jahr 1933 zu erreichen.
Das Stück hat die Leidenszeit des Juristen Hans Litten zum Inhalt, der Adolf Hitler vor Gericht bloßstellte und dafür ins Konzentrationslager gesperrt wurde. Dort trifft er auf Erich Mühsam und Friedensnobelpreisträger Carl von Ossietzky. Die drei behalten, trotz ihrer politischen Gefangenschaft und der Folter, bis zum Tode ihren Humor und zeigen Größe, Hoffnung und Menschlichkeit im Kampf um den Erhalt der Demokratie. 
Gleichzeitig begleitet das Stück die Mutter Irmgard Litten im verzweifelten Kampf um das Leben ihres Sohnes und gibt einen Einblick in die Welt der Gestapo und dem Spiel mit der Macht.